# میدلبرو (ماساچوست)
میدلبرو، ماساچوست
میدلبرو(به انگلیسی: Middleborough) شهرکی در شهرستان پلیموت ایالت ماساچوست می‌باشد که در سال ۱۶۶۹ بنیان‌گذاری شده‌است. این شهرک در سرشماری سال ۲۰۱۰ میلادی، ۲۳٬۱۱۶ نفر جمعیت داشته‌است.

## نگارخانه

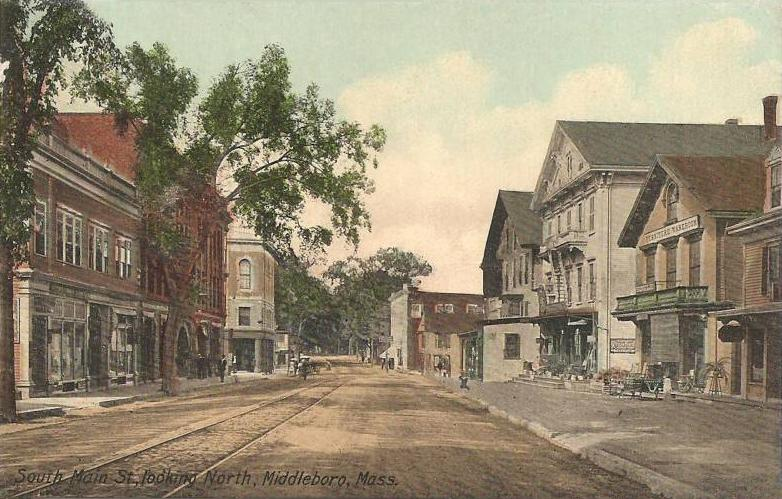
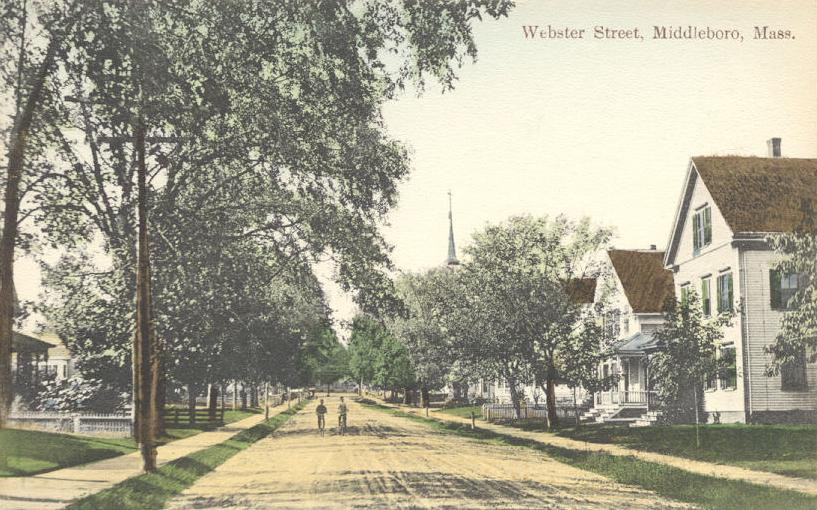
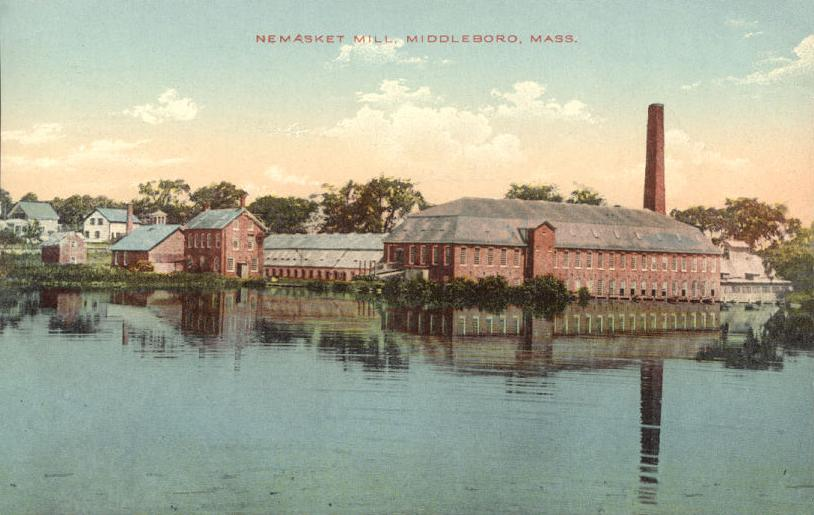
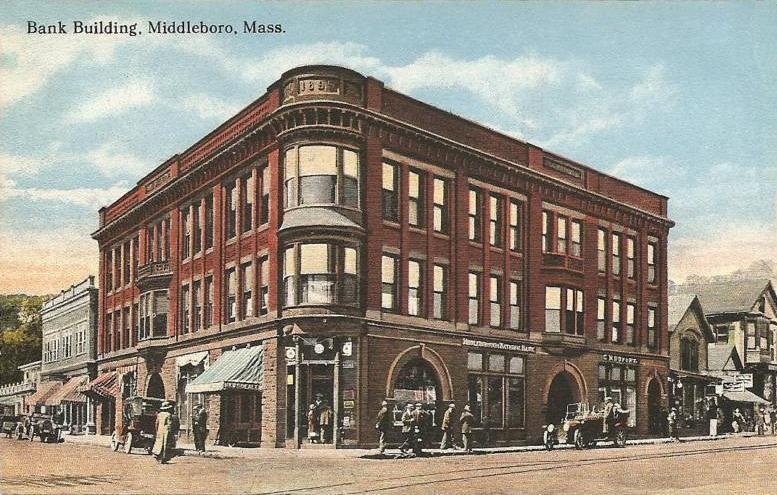